# Bintang Bolong
De Bintang Bolong is een linker zijrivier van de West-Afrikaanse rivier de Gambia. Aan de oevers van de rivier ligt Bintang, een historische handelspost. De rivier stroomt door de landen Senegal en Gambia.
De Bintang Bolong ontspringt in het noordoosten van de Senegalese regio Sédhiou, 2,5 kilometer van de Gambiaanse grens. Deze regio behoort tot de Casamance, die tussen de landen Gambia en Guinee-Bissau ligt. De rivier stroomt westwaarts over een lengte van ongeveer 130 kilometer totdat hij uitmondt in de Gambia met een breedte van ongeveer 570 meter. Hier aan de monding, bij Bintang Point, is het water ongeveer 5 tot 7 meter diep en aan de oevers bevinden zich uitgestrekte mangrovebossen. De Bintang Bolong heeft talrijke zijrivieren, waarvan de Jurungkumani Bolong links de grootste is. Het achtervoegsel Bolong, dat veel zijrivieren van Gambia hebben, betekent ‘bewegend water’ of ‘zijrivier’ in de Mandinka-taal.
In vroegere tijden was de Bintang Bolong de grensrivier van de twee Mandinka-koninkrijken Foni en Kiang. Foni bevond zich aan de linkerkant, de zuidelijke, en Kiang aan de noordkant van de rivier.
Ten tijde van de ontdekking van Afrika bevoeren de Portugezen in de 15e eeuw al deze zijrivier van Gambia en hadden ze een handelspost nabij de stad Bintang. Later werd deze plaats gebruikt door Britse handelaren. Verder stroomopwaarts van Bintang ligt Santambá, een andere plaats die een oude handelspost was. Van het handelspostgebouw zijn alleen nog ruïnes over. Kansala was ook een historische plaats, tegenwoordig is de plaats Bwiam op deze locatie te vinden.